# Anthemiphyllia

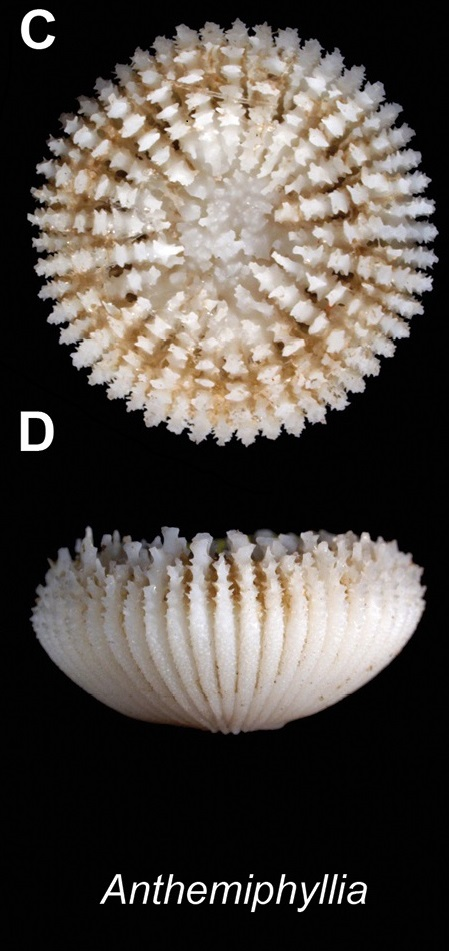
Vistas calicular y lateral de coralito de Anthemiphyllia patera.

Anthemiphyllia es el único género de corales de la familia Anthemiphylliidae, orden Scleractinia. 
Es un coral de pólipo solitario, que secreta carbonato cálcico para formar un esqueleto, y suele habitar en grupos, nunca en colonias, mayoritariamente en aguas profundas. 

## Especies
El Registro Mundial de Especies Marinas acepta las siguientes especies:
- Anthemiphyllia dentata. (Alcock, 1902)
- Anthemiphyllia frustum. Cairns, 1994
- Anthemiphyllia macrolobata. Cairns, 1999
- Anthemiphyllia multidentata. Cairns, 1999
- Anthemiphyllia pacifica. Vaughan, 1907
- Anthemiphyllia patera. Pourtalès, 1878
- Anthemiphyllia spinifera. Cairns, 1999

## Morfología
Su coralito, o esqueleto, es discoidal y en forma de taza. El mayor ejemplar conocido del género mide 21 mm de diámetro. El muro, o teca, tiene normalmente costas. Los septos tienen un grueso margen dentado. Carecen de palus o lóbulos paliformes. La mayoría de especies viven sin anclarse al sustrato, aunque algunas tienen anclaje, sobre todo en las primeras etapas de crecimiento.

## Hábitat y distribución
Se encuentran en el océano Indo-Pacífico y en el Atlántico occidental.
Localizado mayoritariamente en aguas profundas, en montañas y lomas marinas, y sin mucha iluminación.
Desde 50 hasta 1.050 m de profundidad.

## Alimentación
En la naturaleza se nutren del plancton que atrapan con sus tentáculos, y absorbiendo materia orgánica disuelta del agua, ya que las especies del género carecen de algas zooxantelas.

## Reproducción
Producen esperma y huevos que se fertilizan externamente en el agua. Los huevos fertilizados evolucionan en la columna de agua hasta que se convierten en larvas; éstas navegan en estado planctónico, antes de desarrollarse en pólipos que se fijan al sustrato y secretan un esqueleto calcáreo, el coralito.
A. frustum, al menos, también se reproduce asexualmente, mediante la división transversal de cada pólipo.